# European Film Awards 2012
La cerimonia di premiazione della 25ª edizione degli European Film Awards si è svolta il 1º dicembre 2012 a La Valletta, Malta.

## Vincitori e candidati
I vincitori sono indicati in grassetto, a seguire gli altri candidati.
Miglior film
- Amour, regia di Michael Haneke (Austria/Francia/Germania)
- La scelta di Barbara (Barbara), regia di Christian Petzold (Germania)
- Cesare deve morire, regia di Paolo e Vittorio Taviani (Italia)
- Quasi amici - Intouchables (Intouchables), regia di Olivier Nakache e Éric Toledano (Francia)
- Il sospetto (Jagten), regia di Thomas Vinterberg (Danimarca)
- Shame, regia di Steve McQueen (Regno Unito)

Miglior regista
- Michael Haneke - Amour
- Nuri Bilge Ceylan - C'era una volta in Anatolia (Bir zamanlar Anadolu'da)
- Steve McQueen - Shame
- Paolo e Vittorio Taviani - Cesare deve morire
- Thomas Vinterberg - Il sospetto (Jagten)

Miglior attrice
- Emmanuelle Riva - Amour
- Émilie Dequenne - À perdre la raison
- Nina Hoss - La scelta di Barbara (Barbara)
- Margarethe Tiesel - Paradise: Love (Paradies: Liebe)
- Kate Winslet - Carnage

Miglior attore
- Jean-Louis Trintignant - Amour
- François Cluzet e Omar Sy - Quasi amici - Intouchables (Intouchables)
- Michael Fassbender - Shame
- Mads Mikkelsen - Il sospetto (Jagten)
- Gary Oldman - La talpa (Tinker Tailor Soldier Spy)

Miglior sceneggiatura
- Tobias Lindholm e Thomas Vinterberg - Il sospetto (Jagten)
- Michael Haneke - Amour
- Cristian Mungiu - Oltre le colline (Dupa dealuri)
- Olivier Nakache e Éric Toledano - Quasi amici - Intouchables (Intouchables)
- Roman Polański e Yasmina Reza - Carnage

Miglior fotografia
- Sean Bobbitt - Shame
- Bruno Delbonnel - Faust
- Darius Khondji - Amour
- Gökhan Tiryaki - C'era una volta in Anatolia (Bir zamanlar Anadolu'da)
- Hoyte van Hoytema - La talpa (Tinker Tailor Soldier Spy)

Miglior montaggio
- Joe Walker - Shame
- Janus Billeskov Jansen e Anne Østerud - Il sospetto (Jagten)
- Roberto Perpignani - Cesare deve morire

Miglior scenografia
- Maria Djurkovic - La talpa (Tinker Tailor Soldier Spy)
- Niels Sejer - A Royal Affair (En kongelig affære)
- Elena Zhukova - Faust

Miglior colonna sonora
- Alberto Iglesias - La talpa (Tinker Tailor Soldier Spy)
- Cyrille Aufort e Gabriel Yared - A Royal Affair (En kongelig affære)
- François Couturier - Io sono Li
- George Fenton - La parte degli angeli (The Angels' Share)

Miglior opera prima
- Kauwboy, regia di Boudewijn Koole (Paesi Bassi)
- 10 Timer til Paradis, regia di Mads Matthiesen (Danimarca)
- Broken, regia di Rufus Norris (Regno Unito)
- Twilight Portrait (Portret v sumerkach), regia di Angelina Nikonova (Russia)
- Reported Missing (Die Vermissten), regia di Jan Speckenbach (Germania)

Miglior documentario
- Winter Nomads (Hiver nomade), regia di Manuel von Stürler (Svizzera)
- London - The Modern Babylon, regia di Julien Temple (Regno Unito)
- Le thé ou l'electricité, regia di Jérôme le Maire (Belgio/Francia/Marocco)

Miglior film d'animazione
- Alois Nebel, regia di Tomáš Luňák ( Rep. Ceca/ Germania/ Slovacchia)
- Arrugas-Rughe (Arrugas), regia di Ignacio Ferreras ( Spagna)
- Pirati! Briganti da strapazzo (The Pirates! In an Adventure with Scientists), regia di Peter Lord ( Regno Unito)

Miglior cortometraggio
- Superman, Spiderman Sau Batman, regia di Tudor Giurgiu (Romania)
- Demain, ça sera bien, regia di Pauline Gay (Francia)
- Two Hearts, regia di Darren Thornton (Irlanda)
- Miten Marjoja Poimitaan, regia di Elina Talvensaari (Finlandia)
- L'ambassadeur et moi, regia di Jan Czarlewski (Svizzera)
- Im Freien, regia di Albert Sackl (Austria)
- Vilaine fille mauvais garçon, regia di Justine Triet (Francia)
- Csicska, regia di Attila Till (Ungheria)
- Villa Antropoff, regia di Vladimir Leschiov e Kaspar Jancis (Lettonia/Estonia)
- Sessiz / Bé Deng, regia di L. Rezan Yeşilbaş (Turchia)
- Manhã de Santo António, regia di João Pedro Rodrigues (Portogallo)
- Back Of Beyond, regia di Michael Lennox (Regno Unito)
- Titloi Telous, regia di Yorgos Zois (Grecia)
- Einspruch Vi, regia di Rolando Colla (Svizzera)

Premio del pubblico
- Hasta la vista, regia di Geoffrey Enthoven (Belgio)
- The Artist, regia di Michel Hazanavicius (Francia)
- La scelta di Barbara (Barbara), regia di Christian Petzold (Germania)
- Marigold Hotel (The Best Exotic Marigold Hotel), regia di John Madden (Regno Unito)
- Cesare deve morire, regia di Paolo e Vittorio Taviani (Italia)
- Headhunters - Il cacciatore di teste (Hodejegerne), regia di Morten Tyldum (Norvegia)
- W ciemności, regia di Agnieszka Holland (Polonia)
- The Iron Lady, regia di Phyllida Lloyd (Regno Unito/Francia)
- Il pescatore di sogni (Salmon fishing in the Yemen), regia di Lasse Hallström (Regno Unito)
- Shame, regia di Steve McQueen (Regno Unito)
- La talpa (Tinker Tailor Soldier Spy), regia di Tomas Alfredson (Regno Unito/Francia)
- Quasi amici - Intouchables (Intouchables), regia di Olivier Nakache e Éric Toledano (Francia)

Premio alla carriera
- Bernardo Bertolucci

Miglior contributo europeo al cinema mondiale
- Helen Mirren

 Miglior co-produttore europeo 
- Helena Danielsson